# Travis CI
Travis CI je webová služba podporující průběžnou integraci projektů hostujících repositáře na GitHubu. Služba zajišťuje sestavení a otestování projektu.

## Popis
Travis CI je konfigurován pomocí souboru .travis.yml s YAML syntaxí. Soubor musí být v hlavním adresáři repositáře na GitHubu.
Travis CI automaticky detekuje změny v repositáři. Každou změnu se pokusí sestavit a otestovat. Tento proces provádí na všech větvích, nejen na hlavní vývojové větvi. Proces sestavení a otestování je spouštěn na všechny příchozí pull requesty. Po dokončení testování je uživatel notifikován o jeho výsledku.
Služba podporuje jazyky C, C++, Clojure, Erlang, Go, Groovy, Haskell, Java, JavaScript, Perl, PHP, Python, Ruby a Scala.
Služba je pro open-source projekty zdarma. Pro komerční projekty nabízí několik možných tarifů.